# Başköy, Senirkent
Başköy là một xã thuộc huyện Senirkent, tỉnh Isparta, Thổ Nhĩ Kỳ. Dân số thời điểm năm 2011 là 57 người.